# Varano Borghi
Varano Borghi (Varàn in dialetto varesotto e semplicemente Varano fino al 1906) è un comune italiano di 2 513 abitanti della provincia di Varese in Lombardia.

## Storia

### Simboli
Lo stemma e il gonfalone sono stati concessi con decreto del presidente della Repubblica del 29 gennaio 1982.
Il gonfalone è un drappo partito di rosso e d'azzurro.

## Monumenti e luoghi d'interesse

### La fabbrica tessile

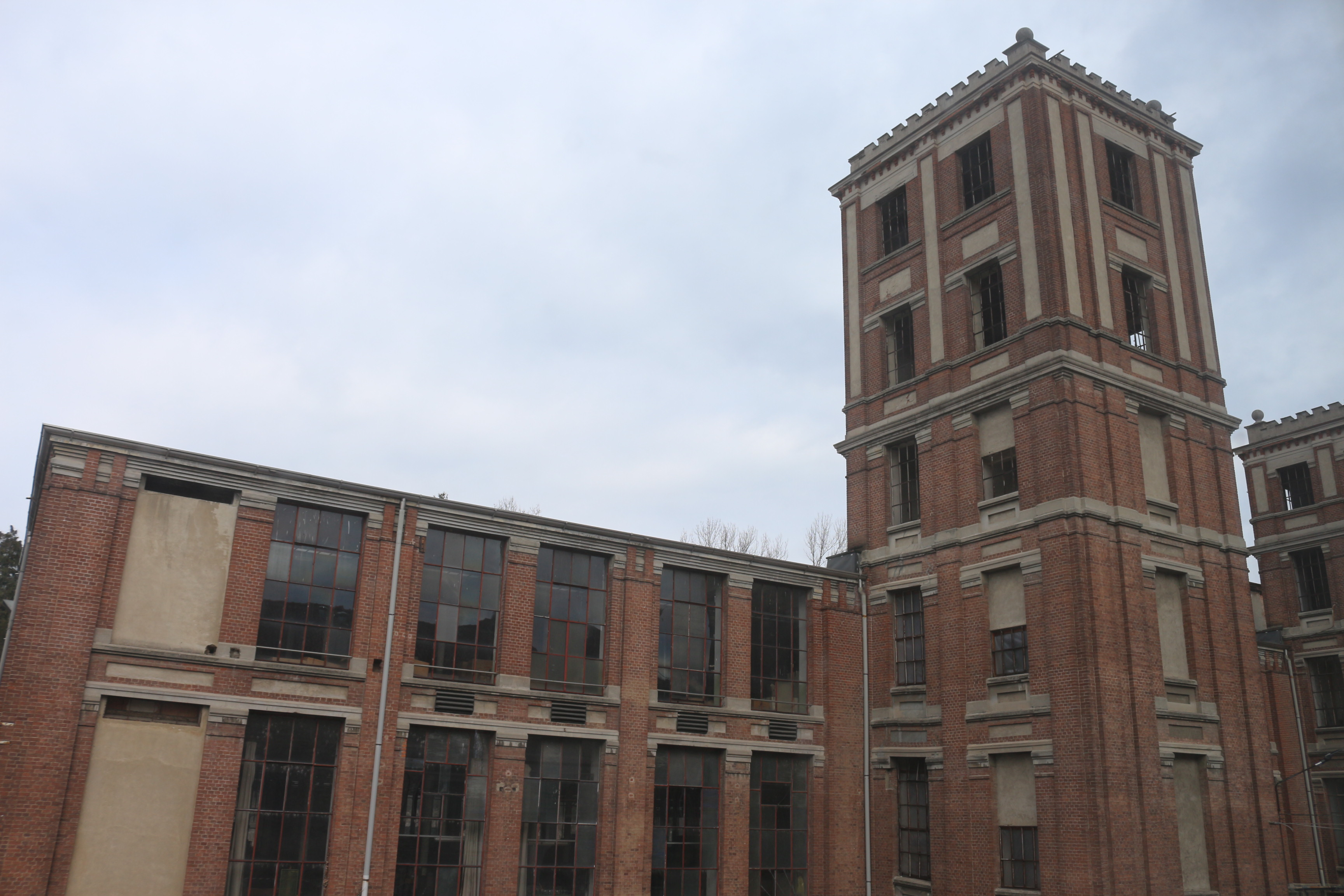
Fabbrica Varano Borghi

Tra il 1900 e il 1904 lo stabilimento venne creato, ristrutturato e completato da un nuovo corpo di fabbrica commissionato da Luigi Borghi allo studio di architettura svizzero Sequin-Knobel. Al corpo di fabbrica originario (un antico mulino detto di Pasquale, dove era collocata la tintoria) vennero aggiunti nuovi edifici dove trovarono spazio la filatura, le camere delle corde, i forni, i rustici, la stalla per ricoverare gli animali e una piccola caserma per il corpo privato di vigili del fuoco. Per consentire una migliore illuminazione diurna, buona parte dei nuovi reparti venne dotata di copertura "a shed"; i piani vennero invece realizzati con un sistema di volte in mattoni. Ai piedi della collina su cui sorgeva la villa padronale vennero invece eretti i serbatoi dell'acqua: tre torri a base quadrata innestate su un capannone a tre livelli scandito da ampie finestre.
L'inaugurazione del nuovo complesso avvenne l'8 settembre 1904 alla presenza della famiglia Borghi, di autorità politiche (i senatori Ernesto De Angeli e Giulio Adamoli il deputato Angelo Lucchini, il prefetto e il sottoprefetto) ed esponenti dell'industria del Varesotto (quale il barone Costanzo Cantoni).
L'opificio era collegato alla stazione di Ternate-Varano Borghi mediante una ferrovia a scartamento ridotto, onde agevolare il trasporto della materia prima (cotone greggio) e dei prodotti finiti.
Tale impianto è stato modificato allorché, esaurita la funzione originaria, i capannoni sono stati occupati da nuove aziende, le quali per proprie necessità hanno aggiunto nuovi corpi edilizi e costruzioni prefabbricate.

### Villa Borghi
Alcuni storici hanno ritenuto che la villa sorgesse su un antico castello di cui rimaneva traccia nel salone principale, corrispondente alla sala del castello che si sarebbe conservata nonostante le trasformazioni avvenute. Il restauro, che ha indagato a fondo sui materiali utilizzati nella costruzione, non ha però rinvenuto strutture difformi che potessero avallare questa ipotesi. Quel che è certo è che la villa è il risultato di una serie di rielaborazioni, avvenute dalla metà del XIX secolo in poi, di un edificio più antico. L'aspetto lo si deve a un primo restauro realizzato dall'architetto milanese (ma varanese di origine) Paolo Cesa Bianchi tra il 1860 e il 1879, negli anni della gestione aziendale di Napoleone Borghi. La casa ha una pianta a doppia T con il corpo centrale allungato; la fronte principale è lievemente aggettante nel settore centrale, suddiviso in tre livelli con finestre ornate da modanature in pietra arenaria chiara, e si conclude con un fastigio. Le ali laterali, con porte-finestre a ogni piano, terminano con una balaustra in pietra. I prospetti laterali sono ritmati da aperture quadrangolari con profili in pietra o stucco, lo stile complessivo segue il gusto di un certo eclettismo diffuso nel corso dell'Ottocento in area lombarda. Nell'ingresso un'elegante scalinata in marmo conduce al piano superiore da cui attraverso un cavedio, delimitato da una balaustra in ferro battuto, si guarda giù verso l'atrio che si sviluppa così in altezza per i due livelli. La grande estensione della villa determinata da un susseguirsi di stanze, saloni, una biblioteca a cui si aggiunge il grande parco, in parte realizzato all'inglese, secondo la moda romantica, palesa la volontà di manifestare il prestigio sociale raggiunto dalla famiglia. Conferma di ciò si ritrova anche nella restante parte del parco, che vuole richiamare un giardino dell'estremo Oriente. Tutti i saloni vennero decorati dall'artista varesino Pietro Michis.

### La chiesa
La chiesa parrocchiale intitolata al Divino Redentore fu costruita da maestranze locali su commissione della famiglia Borghi: il progetto venne affidato all’architetto Paolo Cesa Bianchi, il quale (seguendo la moda ottocentesca di riprendere stili architettonici delle epoche precedenti) s'ispirò alla quattrocentesca Collegiata di Castiglione Olona.

### Il cimitero

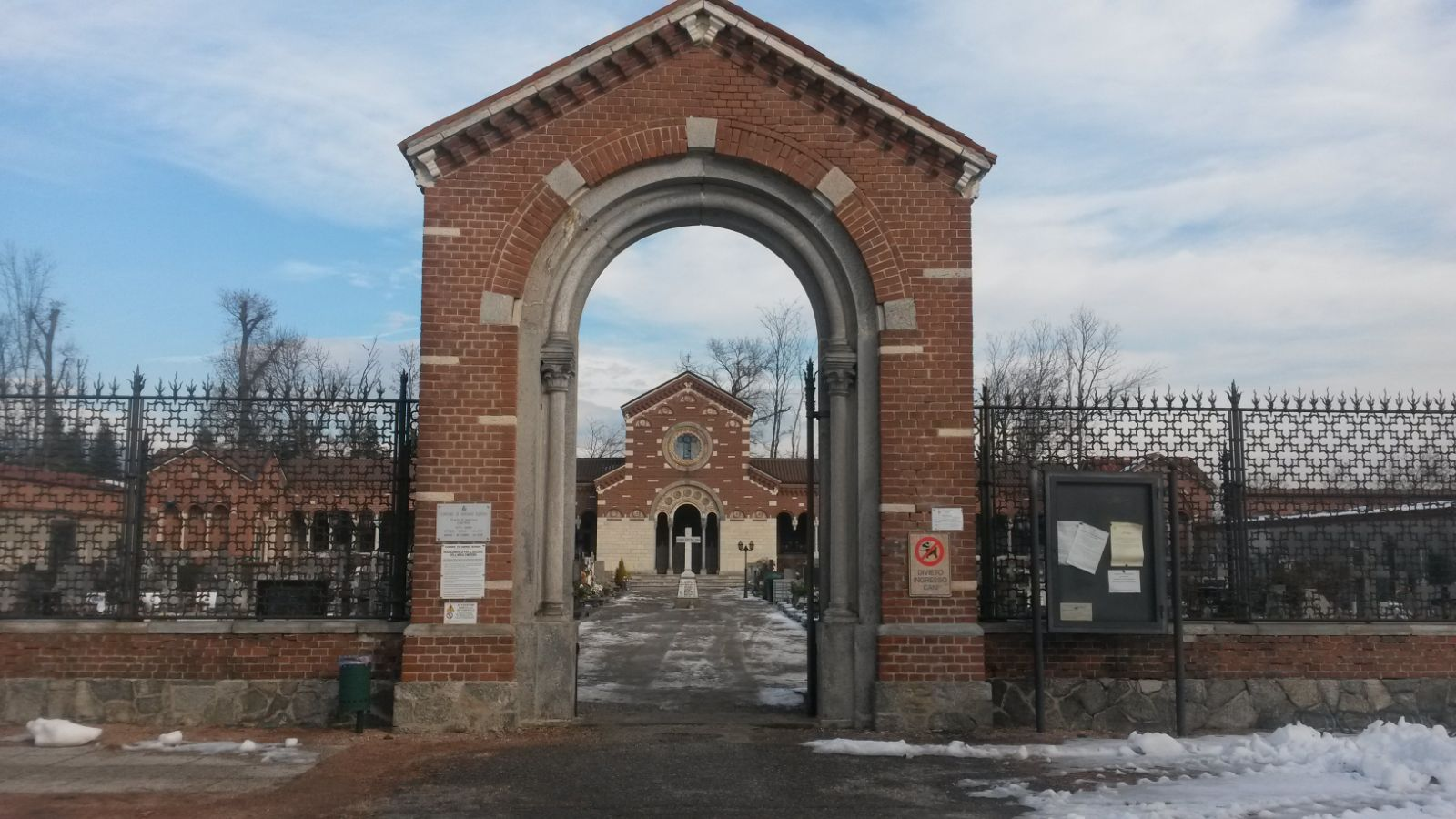
Ingresso cimitero di Varano Borghi

L'impianto edilizio del cimitero comunale è stilisticamente omogeneo all'architettura del paese. Il recinto consacrato è a pianta quadrangolare divisa dal vialetto principale, che dall'ingresso (un arco retto da pilastri in laterizio ed esili colonnine in pietra con capitelli a forma di foglie d'acanto) conduce alla cappella gentilizia della famiglia Borghi. 

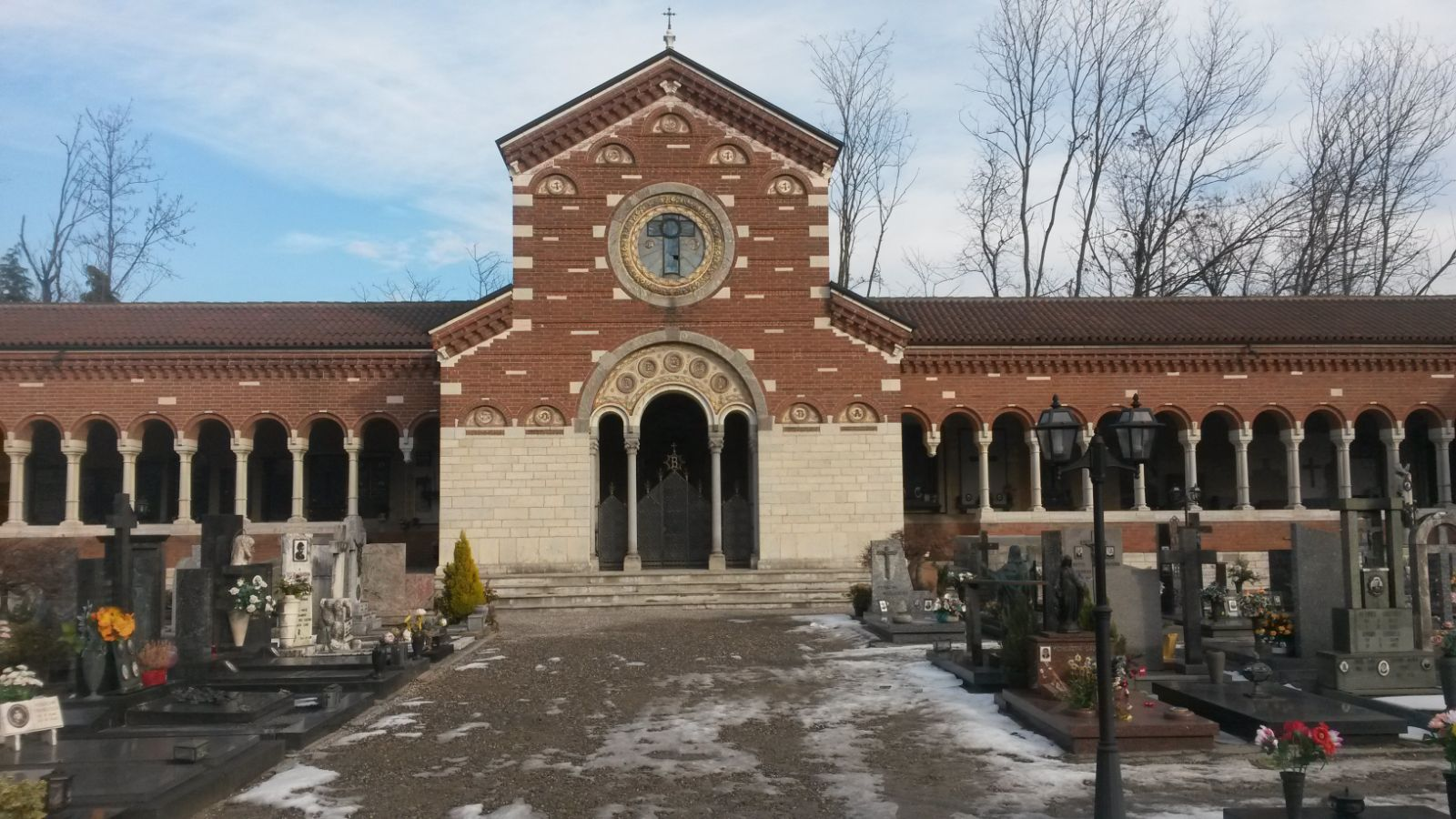
Interno del camposanto: al centro la cappella Borghi.

La cappella in questione presenta una facciata a salienti con arco d’accesso centrale tripartito da due esili colonnine simili a quelle dell’ingresso, uno zoccolo in pietra e la parte superiore in laterizi; il rosone centrale, tamponato da una vetrata che disegna una croce, è contornato da terrecotte smaltate. Decorazioni simili animano tutta la facciata, la cui cromia sfuma dai toni dell’avorio all’oro al verde; entro alcuni oculi è inscritta la data di costruzione (1911). L’interno è costituito da un unico vano diviso in tre campate: quella centrale è coperta a padiglione con embrici in terracotta smaltata d'azzurro (evocante la volta celeste) con nella chiave di volta un sole radiante dorato. Sulle pareti laterali prendono posto le lapidi commemorative degli esponenti della genealogia, mentre in fondo alla cappella trova posto un altare adornato dall'effigie della Trasfigurazione di Gesù (stilisticamente affine all'opera omonima di Raffaello), realizzata in piastre di terracotta smaltata dal ceramista cortonese Pio Pinzauti. Completano la decorazione interna varie terrecotte disposte in riquadri con cornici, fasce di cherubini d'ispirazione robbiana, fiaccole, rosoni e rami d’ulivo. Il repertorio decorativo venne prodotto dalla ditta Ceramica Lombarda, al tempo fornitrice dei rivestimenti in maiolica in uso nelle case liberty milanesi.

## Società

### Evoluzione demografica
- 146 nel 1751
- 239 nel 1805
- annessione a Ternate nel 1809
- 456 nel 1853

Abitanti censiti

## Infrastrutture e trasporti

### Ferrovie
Stazione ferroviaria di Ternate-Varano Borghi lungo la linea ferroviaria Milano-Luino.

### Strade
Da Varano Borghi passano le strade provinciali Nº 18 Vergiate-Bardello e Nº 53 Varano Borghi-Cazzago Brabbia.
Varano Borghi dista inoltre 6 km dalla Strada Statale Nº 33 e dall'uscita Sesto Calende-Vergiate dell'autostrada A8/A26

## Amministrazione

### Sindaci dal 1946
| #  | Sindaco                | Durata mandato          | Lista                                                      | Data elezioni |
| -- | ---------------------- | ----------------------- | ---------------------------------------------------------- | ------------- |
| 1  | Alfonso Marcaletti     | 1946 - 1951             | PSI - PCI                                                  | 1946          |
| 2  | Giuseppe Monciardini   | 1951 - 1956             | DC                                                         | 1951          |
| 3  | Umberto Matthey        | 1956 - 1960             | lista civica (PSI - Indip.)                                | 1956          |
| 4  | Attilio Provasoli      | 1960 - 1964             | DC                                                         | 1960          |
| 5  | Attilio Balzarini      | 1964 - 1970             | DC                                                         | 1964          |
| 6  | Luigi Moranzoni        | 1970 - 1975             | DC                                                         | 1970          |
| 7  | Bruno Vasconi          | 1975 - 1980 1980 - 1985 | DC                                                         | 1975 1980     |
| 8  | Candido Manzoni        | 1985 - 1990             | DC - PSI - PSDI                                            | 1985          |
|    | Attilio Balzarini (2º) | 1990 - 1995             | lista civica (DC + Lista Verde + Ind. di sin.)             | 1990          |
| 9  | Luigi Terzoli          | 1995 - 1999 1999 - 2004 | lista civica (PDS - PPI) lista civica "Insieme per Varano" | 1995 1999     |
| 10 | Marzio Molinari        | 2004 - 2009 2009 - 2014 | lista civica "Uniti per Varano"                            | 2004 2009     |
| 11 | Rosario Calcagno       | 2014 - 2019             | lista civica "Varanesi nel Cuore"                          | 2014          |
| 12 | Maurizio Volpi         | 2019 (in carica)        | lista civica "Per chi ama Varano 2.0"                      | 2019          |

## Sport

### Calcio
La principale squadra di calcio della città è l'Associazione Sportiva Varano Borghi Calcio, la cui storia si è dipanata unicamente nelle divisioni dilettantistiche a carattere locale.

### Ciclismo
Varano Borghi ebbe un certo rilievo nelle cronache ciclistiche negli anni 1950, in quanto paese di residenza di Giulia Occhini, anche nota come la Dama Bianca, che ebbe una relazione sentimentale extraconiugale con il ciclista Fausto Coppi, tale da destare scandalo e risvolti giudiziari.